# Alain Capo-Chichi
Alain Capo-Chichi,  de son vrai nom Alain Towedo Capo-Chichi, né le 9 septembre 1978 à Bohicon au Bénin, remportant plusieurs prix dans la sous région africaine et à l'international dans le domaine de l'innovation, est un inventeur béninois et fondateur du projet Cerco au Bénin en 1998 aujourd'hui Group Cerco.

## Biographie
Alain Capo-Chichi naît le 9 septembre 1978 à Bohicon, au Bénin, dans le département du Zou. Il vient d'une famille où l'analphabétisme est présent. Fils d'un commerçant, il grandit dans un environnement plutôt aisé. Cependant, il prend rapidement conscience que l'illettrisme de ses parents a un impact sur leur quotidien. Il observe que leurs difficultés à lire et à écrire les placent dans une situation gênante, les empêchant de demander de l'aide. Dans le but d'aider les personnes plus âgées, pour qui l'apprentissage de la lecture et de l'écriture est plus difficile, il conçoit son superphone.

### Projet Cerco
À l'âge de 20 ans, en 1998, il lance sans aucun financement initial le Projet CERCO, qui se transforme en 2007 en un groupe international comprenant 70 lycées et 5 instituts universitaires répartis au Bénin, au Mali, en Côte d'Ivoire et en France. Il devient le premier institut au Bénin à fournir des ordinateurs aux étudiants dans leur domicile. Grâce à ses performances, le Groupe CERCO remporte plusieurs prix en Afrique, en Europe et en Asie, notamment en Chine où il établit un partenariat avec l'université polytechnique de Ningbo. En 2019, l'institut Cerco ferme au Bénin à la suite d'une décision du gouvernement. Cependant, les locaux de Cerco Bénin sont entièrement rénovés pour accueillir la fondation du groupe ainsi qu'un centre régional d'incubation et d'innovation dédié au prototypage et à l'accompagnement des projets des jeunes entrepreneurs,,,.

### Bus de l'internet
En 2003, à une époque où l'accès à Internet est encore limité sur le continent, Alain Capo-Chichi met en place le premier bus informatique afin de former les Béninois. Ce bus, entièrement mobile, a pour objectif de combler le manque de ressources financières des établissements d'enseignement secondaire pour investir dans des salles informatiques, tout en offrant une alternative abordable aux élèves qui ne peuvent pas se permettre les coûts élevés des cybercafés. Par la suite, les agents municipaux ont également bénéficié de cet accès. À l'intérieur de ce qui est alors appelé le "bus de l'internet", fonctionnant grâce au wifi mis en place seulement quatre ans plus tôt, se trouvent des ordinateurs et des vidéoprojecteurs permettant de former les collégiens aux toutes nouvelles technologies de l'information et de la communication,,.

### Installation en Côte d'Ivoire
Il s'installe ensuite en Côte d'Ivoire, où il lance la première usine d'assemblage d'ordinateurs en Afrique de l'Ouest. Cette usine est située dans le Village des technologies de l'information et de la biotechnologie (Vitib) de Grand-Bassam, à l'est d'Abidjan. Elle dispose d'une chaîne d'assemblage de smartphones et d'ordinateurs avec une capacité de production de 4 000 unités par jour, soit près de 1,5 million de téléphones portables par an. Le projet a nécessité un investissement de 7 milliards de F CFA (environ 10,7 millions d'euros), dont 3 milliards de F CFA ont été injectés par le gouvernement ivoirien. L'usine Cerco a précédemment été partenaire de Microsoft et Intel pour l'assemblage d'ordinateurs, mais elle se consacre désormais exclusivement au "superphone". Les premiers smartphones et ordinateurs de bureau entièrement assemblés en Côte d'Ivoire ont été dévoilés au ministre ivoirien de l'Économie numérique, des télécommunications et de l'innovation, Roger Adom. Cette usine est capable d'assembler différents types d'appareils électroniques et informatiques, tels que des lampes LED, des ordinateurs portables, des smartphones, des caméras, des robots et des écrans,.

### Open G
Le samedi 9 juillet 2022, le groupe Cerco lance Open G, un superphone. Ce smartphone intelligent, équipé de l'assistant vocal KONE, peut être utilisé sans lire ni écrire, offrant ainsi une accessibilité accrue. Non seulement il permet d'accomplir toutes les tâches d'un smartphone classique, mais il va encore plus loin en utilisant la voix. En plus des langues courantes comme le français et l'anglais, Open G prend en charge plus de cinquante langues africaines. Doté d'intelligence artificielle, ce superphone s'adresse aux personnes analphabètes et peut être entièrement commandé par la voix. Il est capable d'anticiper les besoins de l'utilisateur en s'adaptant à ses habitudes et préférences. Ses services sont disponibles en 16 à 60 langues ivoiriennes et africaines, offrant ainsi un puissant moyen de promouvoir et de valoriser les langues locales et nationales en Afrique. Cette innovation a d'ailleurs attiré l'attention du jury du Prix mondial de l'alphabétisation pour l'édition 2023. Alain Capo-Chichi conçoit également une application appelée « OpenMoise »,,,,,,,.

## Distinctions
Alain Capo-Chichi à son actif, plusieurs récompenses et distinction notamment:
- En 2004, il remporte le titre de meilleur Manager de l'année au Bénin[11];
- En 2005, à l'âge de 25 ans, il est le seul Africain à avoir été élu parmi les dix (10) jeunes les plus remarquables du monde dans le cadre de l'événement anglophone "Ten Outstanding Young People of the World"[11],[26];
- En 2010, la Communauté économique des États de l'Afrique de l'Ouest (CEDEAO) le désigne comme le "Meilleur jeune entrepreneur" dans le domaine de l'innovation[11],[26];
- En 2022, il reçoit le prix du Conseil Africain de l'Enseignement Supérieur[11];
- En 2023, le prix mondial de l’alphabétisation[27],[15],[28],[29],[30],[31],[32],[33],[34].